# Begonia aconitifolia
Espèce
Synonymes
- Begonia faureana Garnier[1]
- Begonia kimusiana C.Chev.[1]
- Begonia sceptrum Rodigas[1]

Begonia aconitifolia, le Bégonia à feuille d'Aconit, est une espèce de plantes de la famille des Begoniaceae. L'espèce fait partie de la section Latistigma. Ce grand bégonia à port de bambou, dont le feuillage fortement découpé rappelle celui des Aconits, est originaire du Brésil. Apprécié depuis longtemps pour son intérêt esthétique, il a permis aux horticulteurs d'obtenir de nombreux cultivars par la sélection des mutations et les croisements avec d'autres espèces de bégonias.

## Description
C'est un bégonia vivace à port de bambou, d'environ 2 mètres, dont la croissance est rapide et qui s'étale aussi en largeur. La base de la tige est un caudex renflé. Les tiges bambusiformes, aux nœuds espacés, peu nombreuses, sont de couleur verte, tirant parfois sur le rouge. Les stipules sont de dimensions moyennes, ovales et caduques. Les larges feuilles alternes et asymétriques ont un pétiole de 10 cm environ, d'un vert rougissant, et une nervuration palmée avec un limbe largement incisé en lobes profonds, terminé par des pointes plus ou moins émoussées. D'un vert sombre, la surface des feuilles est glabre et s'éclaircit entre les nervures des jeunes feuilles pour devenir des taches d'un vert argenté sur les plus vieilles. Leur bordure est finement dentelée. Les nervures, le revers ou les jeunes pousses se teintent de rouge. La floraison parfumée est blanche ou rosée. Les fleurs mâles ont deux tépales et les femelles en comptent cinq, avec de petites bractéoles. Elles sont regroupées en bouquets, clairsemés et tombants, qui apparaissent en automne à l'aisselle supérieure des feuilles(Begonia sceptrum, qui fleurit rose, est considéré à présent comme étant une simple variante). Le fruit est une capsule glabre, avec à trois extensions ailées,,.

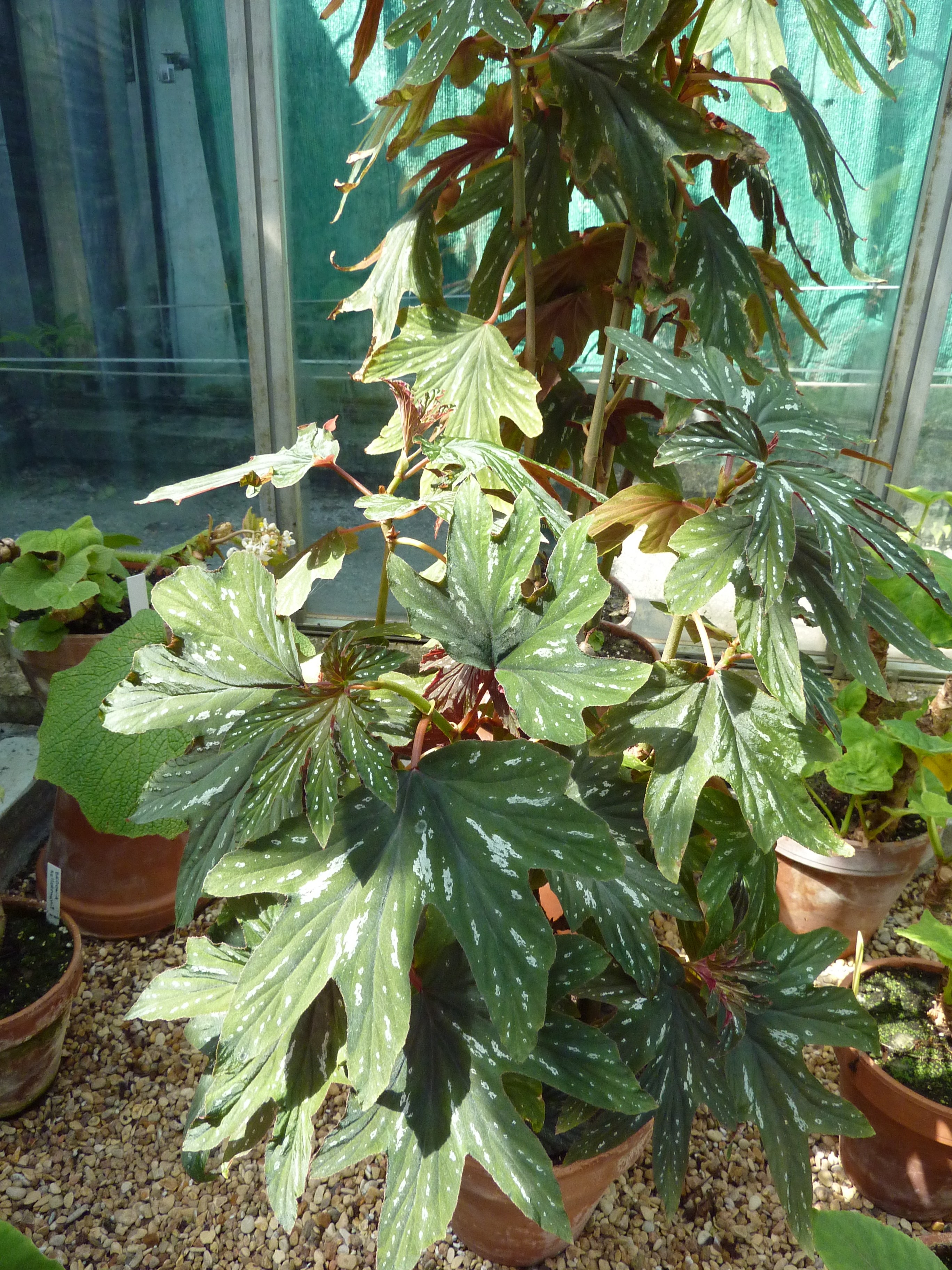
Port de la plante (cultivée)
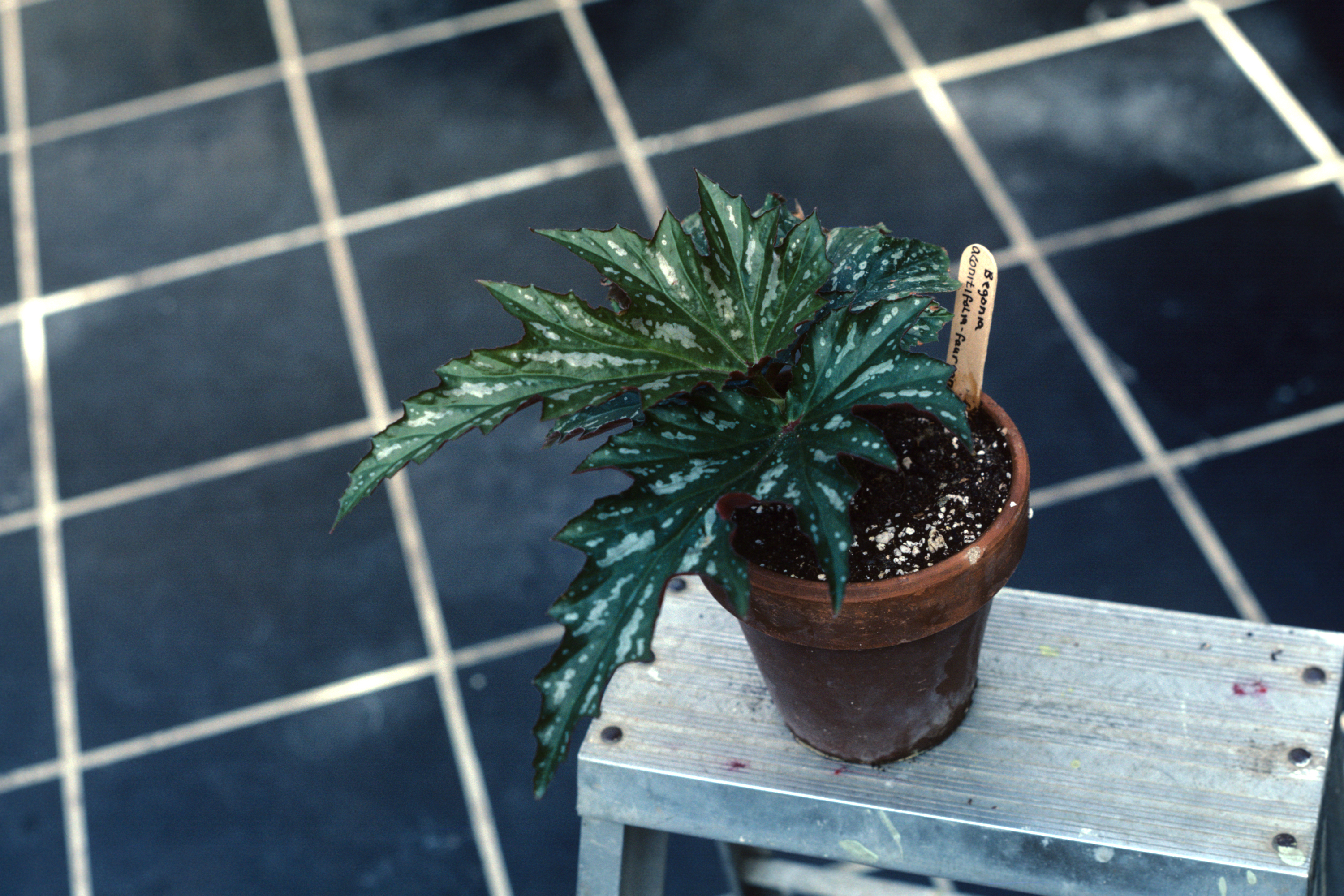
Jeune plant, en pot
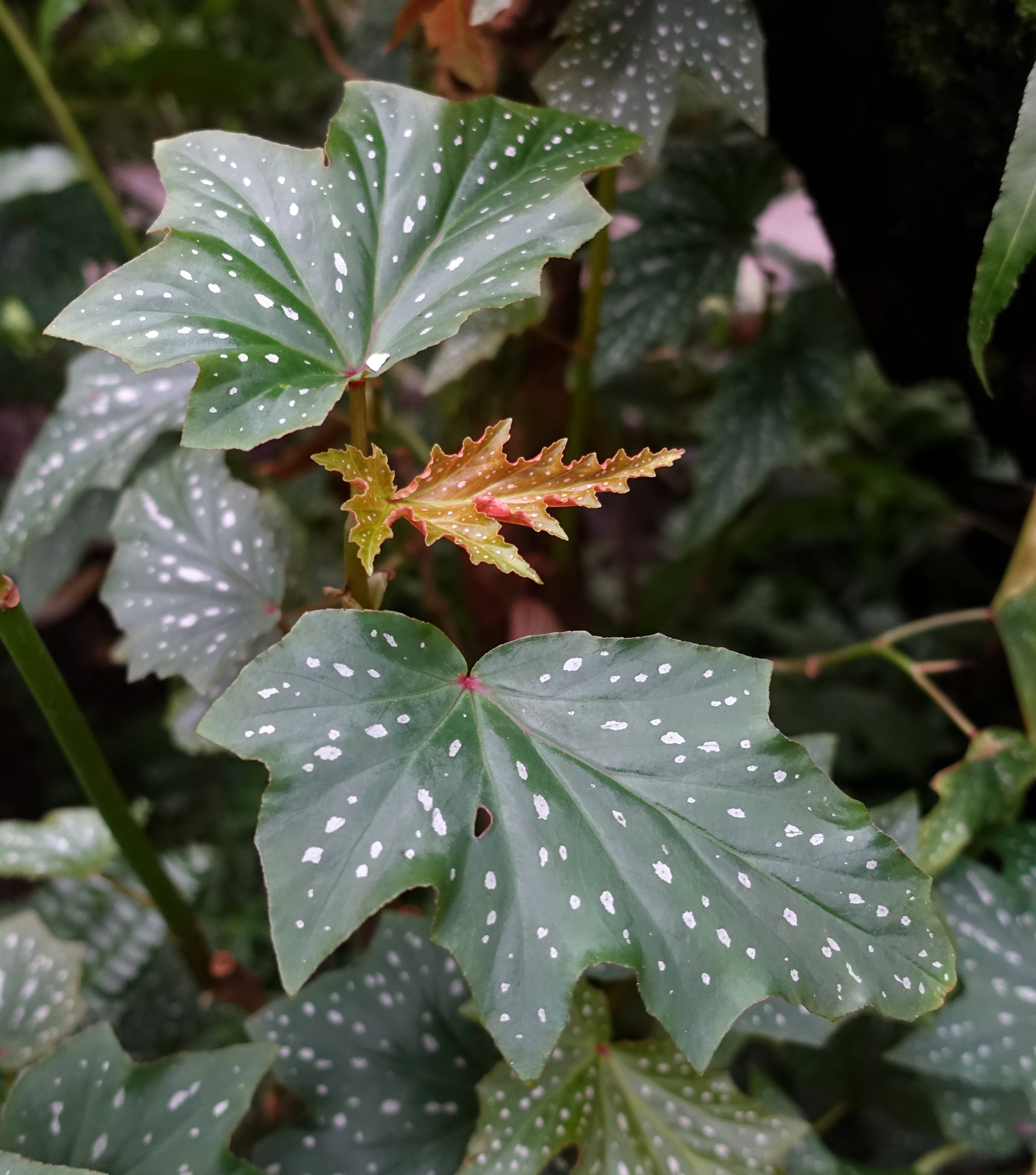
Feuilles
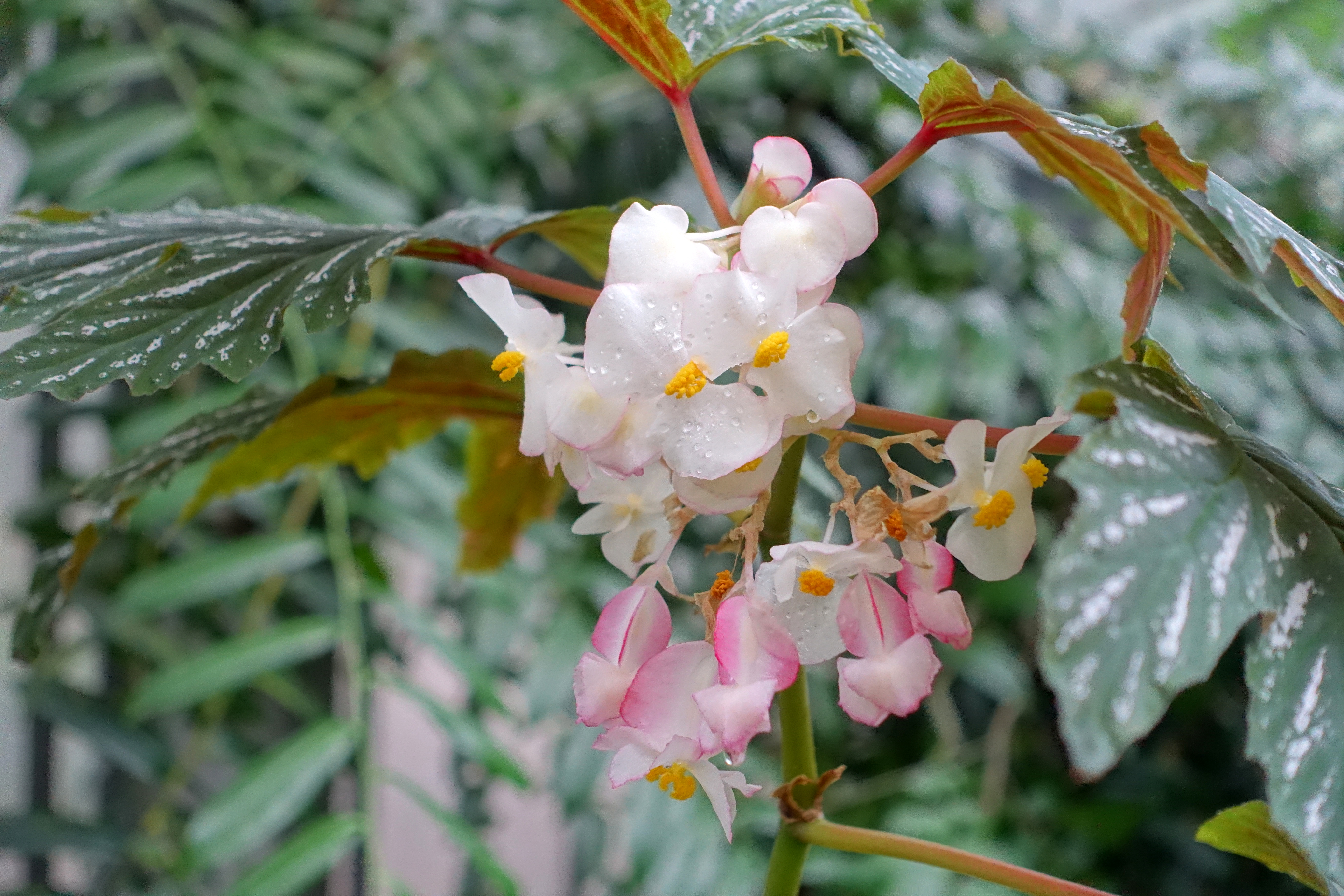
Fleurs mâles (haut) et femelles (en bas, roses)

## Répartition géographique
Cette espèce est originaire de Rio de Janeiro, au Brésil.

## Classification
L'espèce fait partie de la section Latistigma (il faisait précédemment partie de la section Knesebeckia) du genre Begonia, famille des Begoniaceae.
Elle a été décrite en 1859 par le botaniste suisse Alphonse Pyrame de Candolle (1806-1893) et l'épithète spécifique, aconitifolia, signifie « à feuille d'aconit (Aconitum) ».
Publication originale : Annales des Sciences Naturelles; Botanique, série 4 11: 127. 1859.

## Culture
C'est une plante vivace qui pousse en situation abritée, mais qui tolère un peu de soleil. Elle supporte jusqu'à 0 °C, hors gel, et en été jusqu'à 40 °C. La floraison a lieu tardivement, en automne.
La multiplication se fait par semis ou par boutures de tiges feuillées ou par division du pied des grandes plantes.
C'est une espèce sensible au mildiou.